# Jens-Jörn Sommerhalder
Jens-Jörn Sommerhalder (* 7. Juni 1994) ist ein Schweizer Unihockeyspieler, welcher beim Nationalliga-A-Verein Ad Astra Sarnen unter Vertrag steht.

## Karriere
Sommerhalder stammt aus dem Nachwuchs vom UHC Lok Reinach und spielte später in der ersten Mannschaft der Aargauer. 2020 wechselte anfangs mit einer Doppellizenz zu Ad Astra Sarnen in die Nationalliga A. Nach einer Saison wechselte er definitiv zu den Obwaldnern.